# Herbert Volz (Bildhauer)

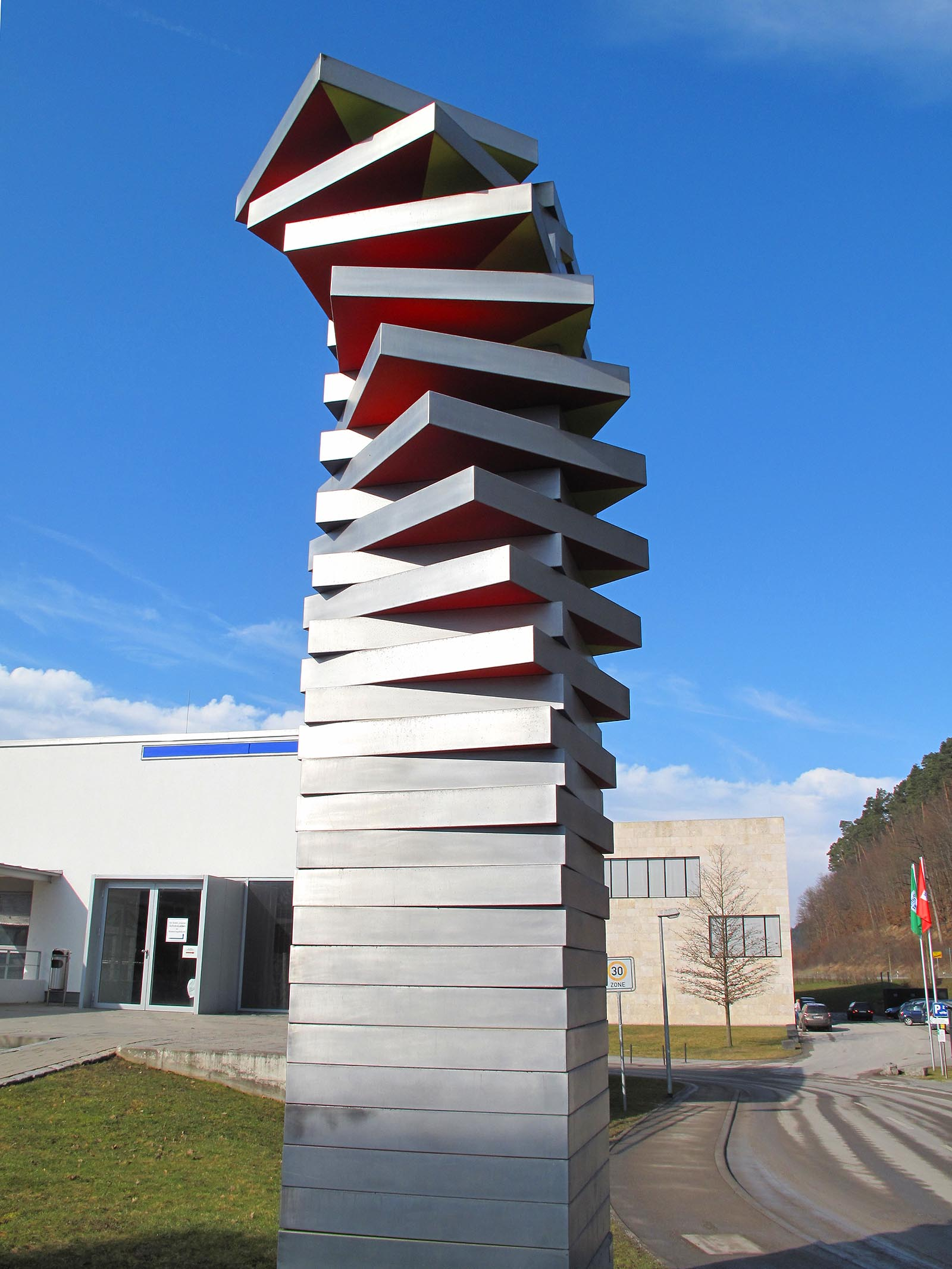
Quadrate in Bewegung – Farbe und Reflexion, Waldenbuch, 2001

Herbert Volz (* 25. November 1944 in Moltketal, Landkreis Trebnitz) ist ein deutscher Bildender Künstler.

## Biografie
Herbert Volz machte von 1959 bis 1962 eine Lehre als Glasmaler in Rottweil. Von 1963 bis 1967 folgte ein Studium für freie und angewandte Malerei an der Hochschule der Bildenden Künste Saar, bei den Professoren Oskar Holweck und Boris Kleint. Seit 1991 ist er Mitglied im Künstlerbund Baden-Württemberg.
Seit 1976 lebt und arbeitet Herbert Volz in Ulm.
Seine abstrakten Bilder, Raum-Konzeptionen, Glasfenster und Skulpturen sind gekennzeichnet durch einen farbigen, konstruktiv-konkreten Aufbau. Seit 1985 sind sie auf der Basis der vier Farben aus dem Kantenspektrum entwickelt.

## Auszeichnungen
1986 erhielt Herbert Volz den Kulturpreis Schlesien des Landes Niedersachsen.

## Ausstellungen (Auswahl)
- 1979: Auswahl Villa Massimo, Kassel
- 1983: Plastiken im Landespavillon Stuttgart
- ab 1984: Gruppe Konstruktive Tendenzen
- 1987: Plastik im öffentlichen Raum Biberach
- 1989: Skulpturensommer Bad Waldsee
- 2003: Württembergischer Kunstverein, Stuttgart
- 2008: Kunstverein Aalen

## Skulpturen im öffentlichen Raum
- 1981: Tiefbauamt Stuttgart
- 1984/86: Pyramiden-Raumstruktur, Ulm-Jungingen
- 1986/87: Drei Grundfarben gegenübergestellt, Ulm
- 1987: Die vier Farben des Kantenspektrums sich gegenüberliegend, Stuttgart
- 1987/88: Stele, Ulm
- 1989: Die vier Farben des Kantenspektrums im Zylinder gegenüberstehend, Dotternhausen
- 1989: "Landmarken", Neues Rathaus, Ditzingen
- 1989: Dotternhausener Säule, (Skulpturenpfad Universität Ulm)
- 1992: Säule, Neu-Ulm
- 1994: Deutsche Bank Leipzig
- 1994: Die vier Farben des Kantenspektrums in Reihung, Neu-Ulm
- 1999: Brunnensäule Illertissen
- 2001: Quadrate in Bewegung – Farbe und Reflexion, Waldenbuch
- 2002: Brunnenanlage Senden

## Weitere Werke (Auswahl)
Glasfenster
- 1999: Kreuzkirche, Nürtingen
- 2000: Kirche St. Klara, Ulm
- 2008: Altarraum St. Augustinus, Heilbronn

 Raum-Installationen
- 1988: Donauhalle, Ulm
- 1988/89: Gesamtkonzeption Zentrum für Innere Medizin, Ulm
- 1993: Merckle GmbH, Donautal
- 2001: Wandrelief Museum Ritter, Waldenbuch

## Werke in Sammlungen (Auswahl)
- Sammlungen der Städte München, Neu-Ulm, Nürtingen, Stuttgart
- Sammlungen der Deutschen Bank in Frankfurt, Leipzig, Ulm
- Kunstmuseum Wolfsburg, Mondrianhaus Amersfoort, Staatsgalerie Stuttgart

## Fotos (Auswahl)

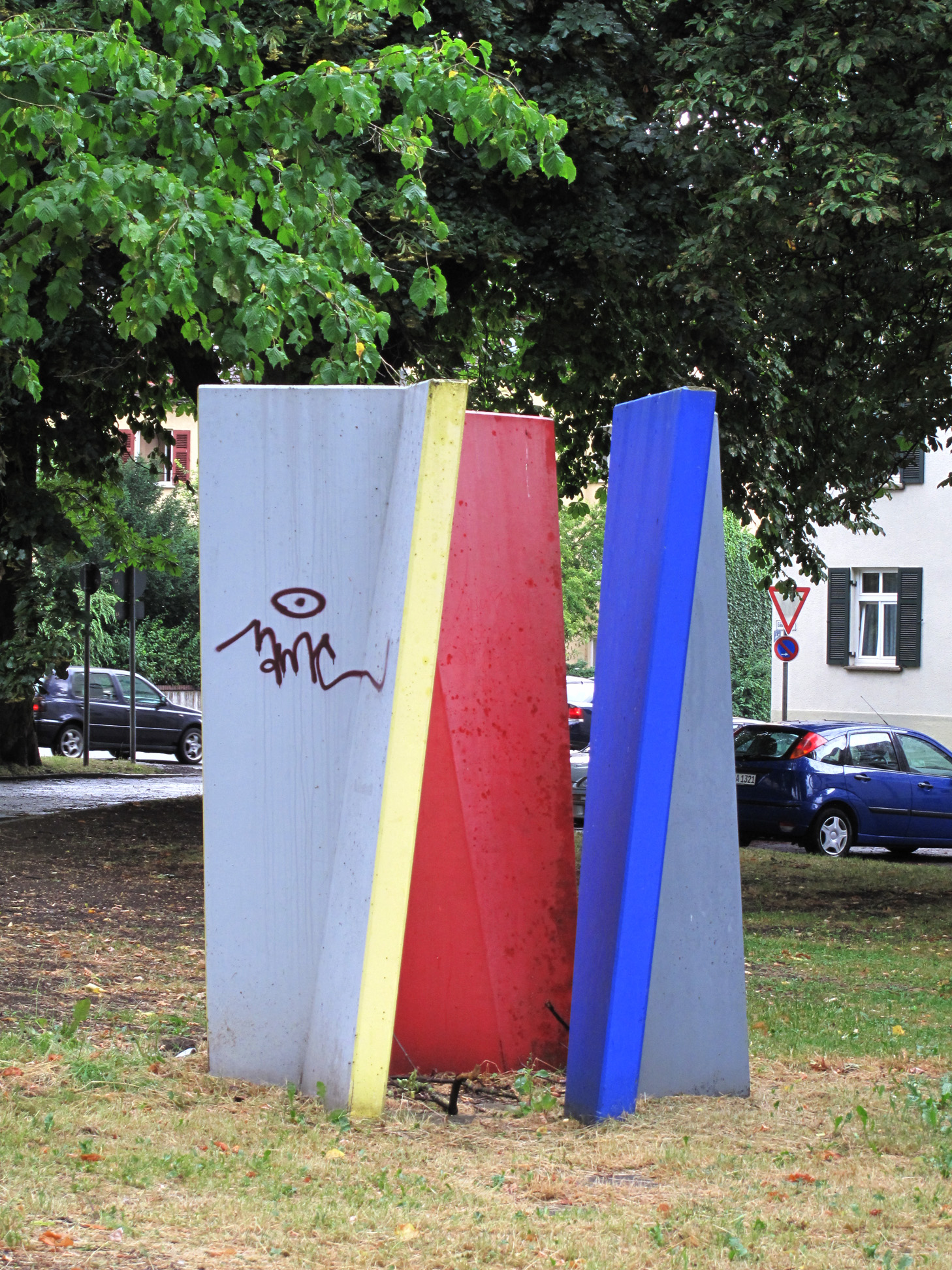
Drei Grundfarben gegenübergestellt, 1986/87
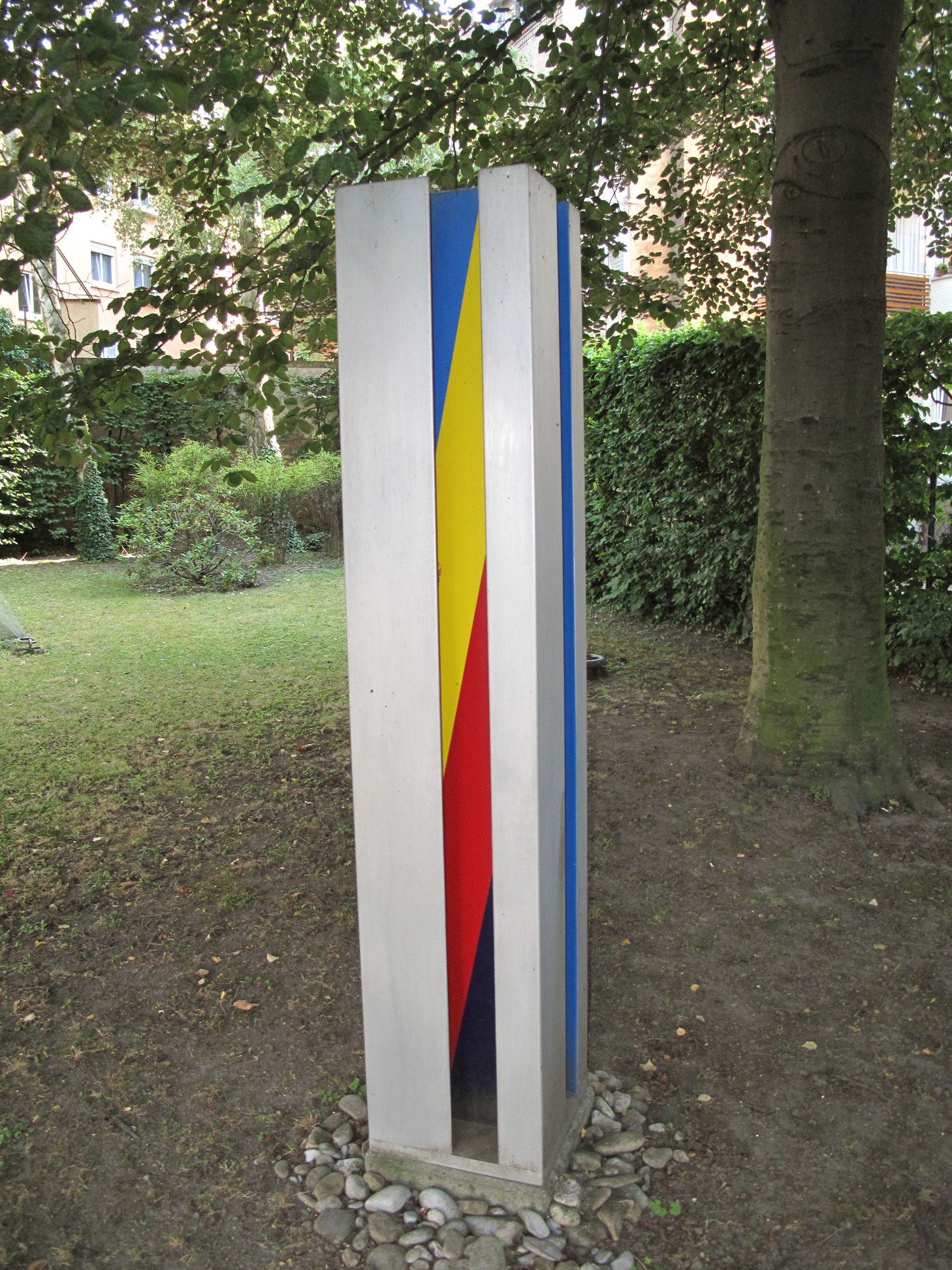
Stele, 1987/88
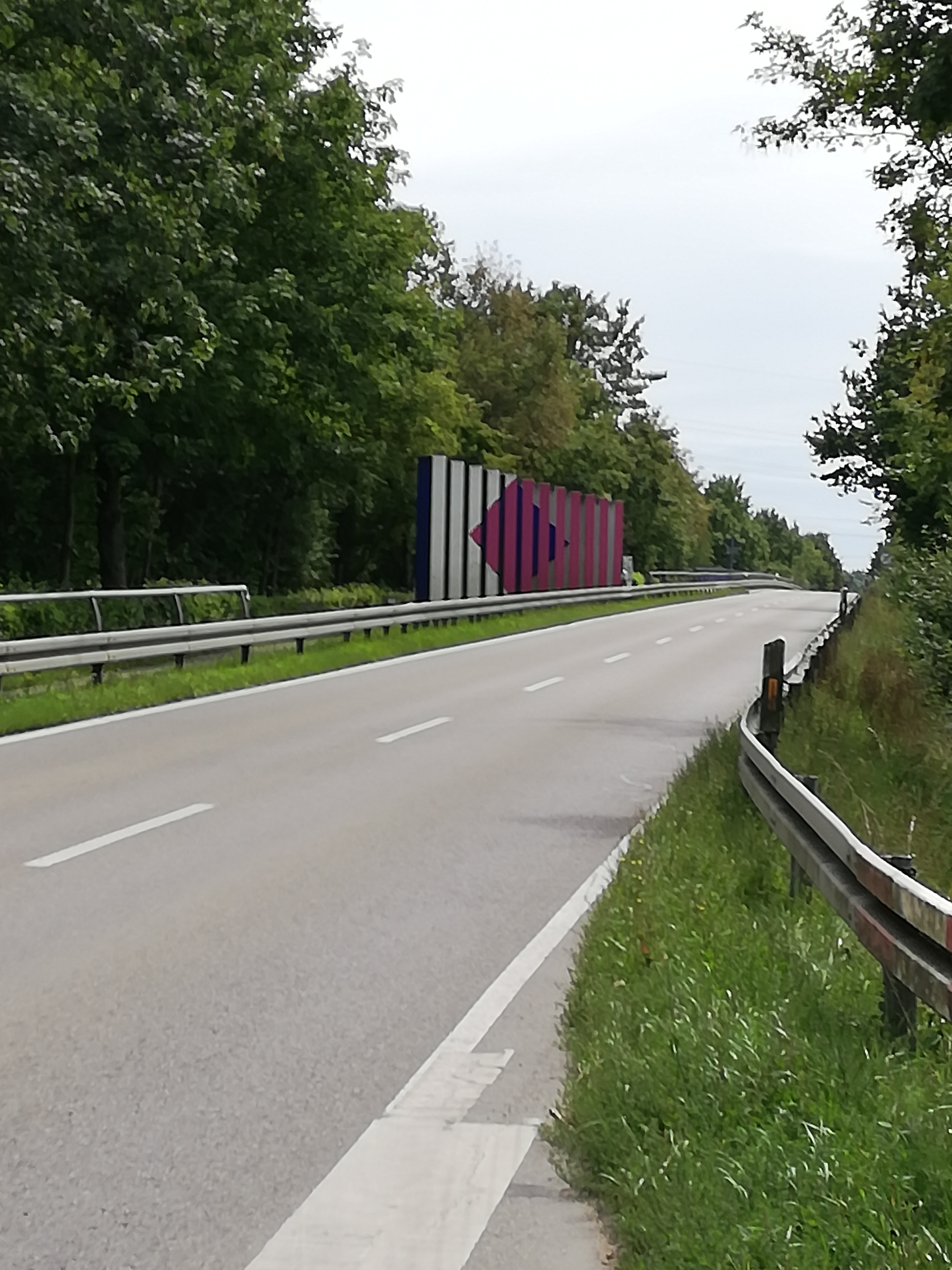
Stehlen auf der Donaubrücke der Ortsverbindungsstraße zwischen Erbach (Donau) und Dellmensingen, 1988
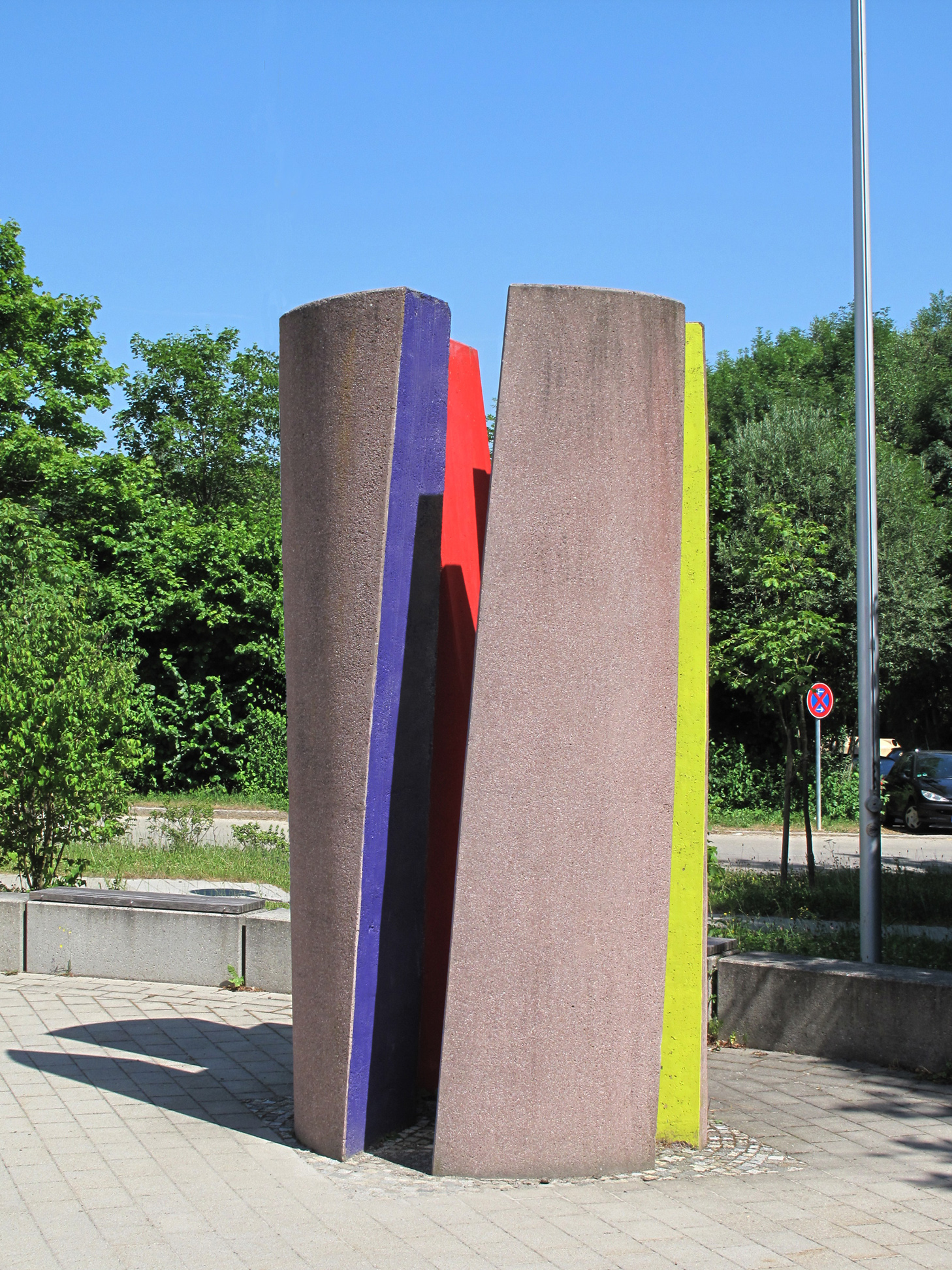
Dotternhausener Säule, 1989
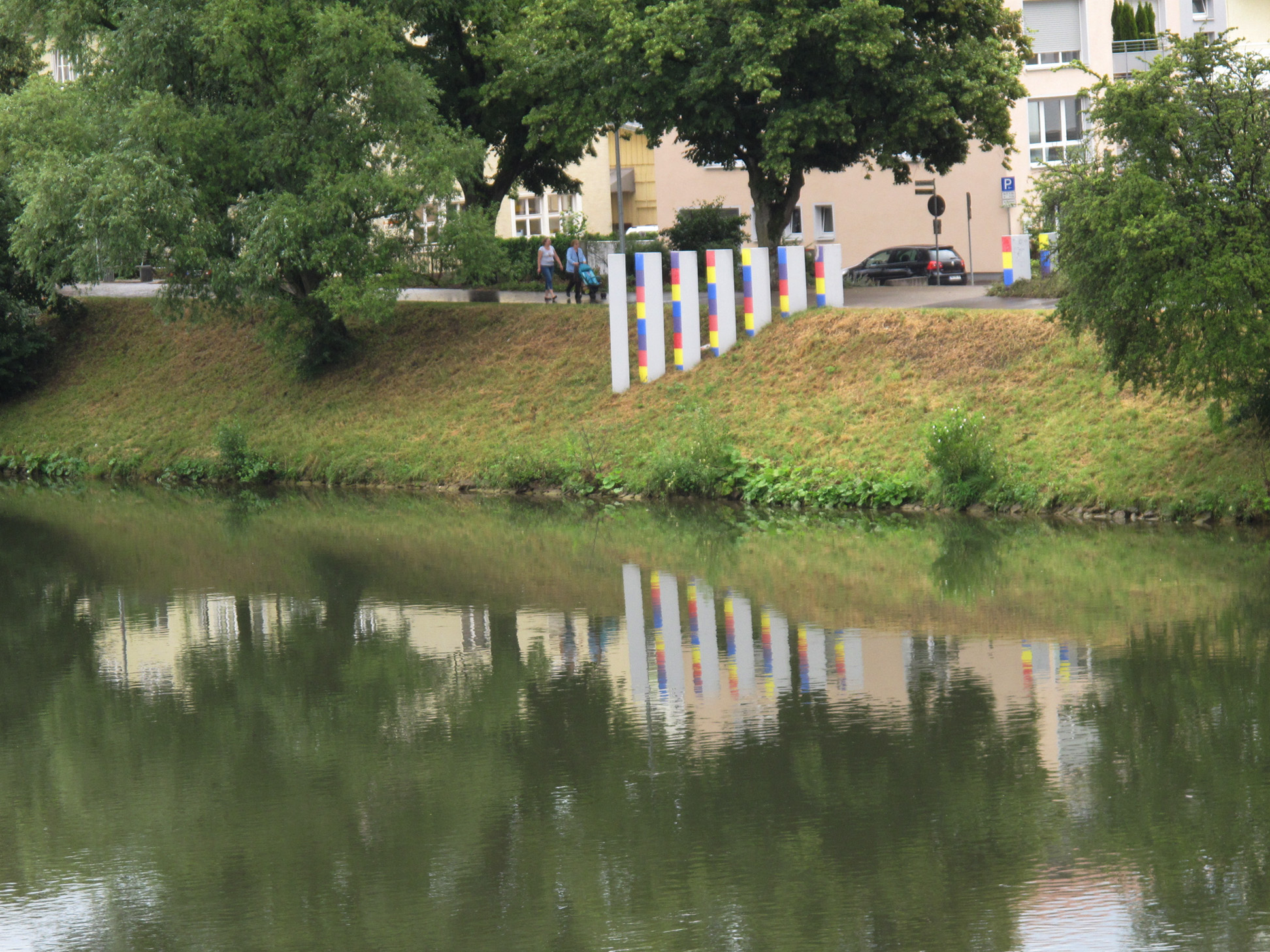
Die vier Farben des Kantenspektrums in Reihung, 1994